# Vladimir Velman

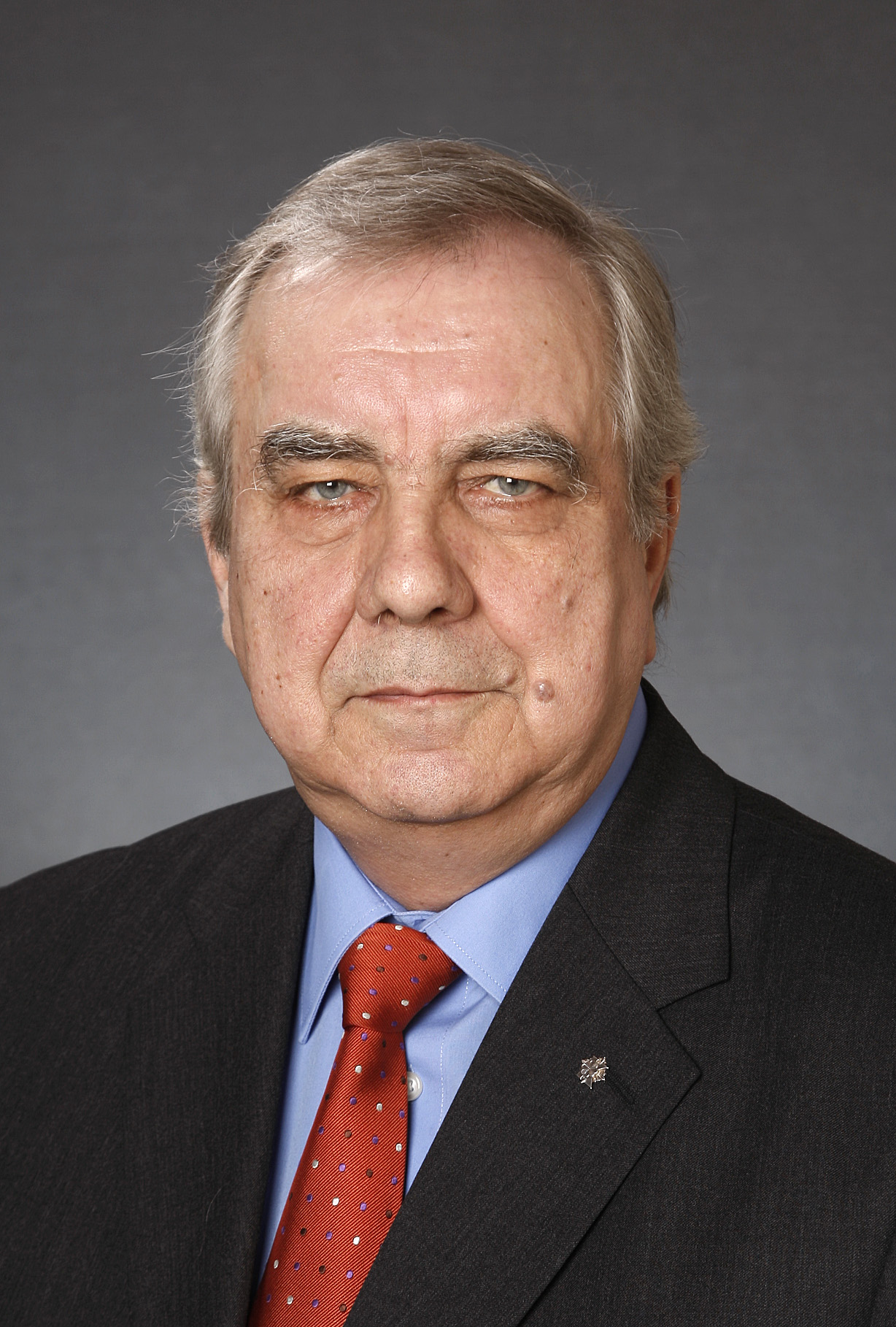
Vladimir Velman

Vladimir Velman (nascido em 25 de setembro de 1945, em Tallinn) é um político e jornalista estoniano. Ele foi membro do VIII, IX, X, XI, XII e XIII Riigikogu.
Desde 1994 é membro do Partido do Centro da Estónia.